# Dharampur
Dharampur (o Dharampore, Dhurrumpur, Dilarampur) è una suddivisione dell'India, classificata come municipality, di 19.932 abitanti, situata nel distretto di Valsad, nello stato federato del Gujarat. In base al numero di abitanti la città rientra nella classe IV (da 10.000 a 19.999 persone).

## Geografia fisica
La città è situata a 20° 31' 60 N e 73° 10' 60 E e ha un'altitudine di 73 m s.l.m..

## Società

### Evoluzione demografica
Al censimento del 2001 la popolazione di Dharampur assommava a 19.932 persone, delle quali 10.324 maschi e 9.608 femmine. I bambini di età inferiore o uguale ai sei anni assommavano a 2.356, dei quali 1.223 maschi e 1.133 femmine. Infine, coloro che erano in grado di saper almeno leggere e scrivere erano 13.350, dei quali 7.546 maschi e 5.804 femmine.